# Cassard (D623)
Pour les articles homonymes, voir Cassard.
Le Cassard (indicatif visuel : D623) est un escorteur d'escadre du type T 47, classe Surcouf de la Marine nationale française, spécialisé dans la lutte anti-sous-marine et antiaérienne. Il a été nommé d'après le corsaire Jacques Cassard (1679-1740).

## Carrière dans la Marine nationale
Mis sur cale aux Ateliers et chantiers de Bretagne à Nantes en novembre 1951, il est lancé en mai 1953 et mis en service en avril 1956. Au début des années 1960, il entre en grand carénage pour être modifié en bâtiment de conducteur de flottille (CDF), à l'instar de ses sisterships le Surcouf et le Chevalier Paul. L'affût de 57 mm antiaérien avant et 2 plateformes triples de tubes lance-torpilles sont alors débarqués.
Le Cassard participe à la crise du canal de Suez en novembre 1956, quelques mois après son admission au service actif, en compagnie du Georges Leygues et du Bouvet.
Le Cassard est basé à Toulon durant toute sa carrière.
Après sa transformation en conducteur de flottille, il devient le 7 mai 1962 bâtiment amiral de la Troisième Flottille d'escorteurs rapides (3ème FER). Puis à l'occasion de la réorganisation des forces navales, il arbore le 15 septembre 1965 la marque de commandement de l'amiral commandant la Flottille de la Méditerranée (ALFLOMED).   
Le 1er novembre 1969, il devient le bâtiment amiral de l'escadre de la Méditerranée en remplacement du Colbert parti à Brest pour sa refonte en croiseur lance-missiles à partir de novembre 1969.
Désarmé le 1er octobre 1974, il reste en réserve spéciale jusqu'au 1er juin 1976, date de son retrait définitif du service où il est rayé des listes de la flotte pour devenir la coque Q555.
Après avoir servi de brise-lames dans l'anse du Fret, entre l'Île Longue et Rostellec, il a été amarré sur coffre au cimetière des navires de Landévennec avant de partir pour l'Espagne le 14 août 1989 pour y être déconstruit.